# Campeonato Sudamericano de Voleibol Femenino Sub-16 de 2013
El II Campeonato Sudamericano de Voleibol Femenino Sub-16 se celebró del 11 al 15 de noviembre de 2013 en Popayán, Colombia.

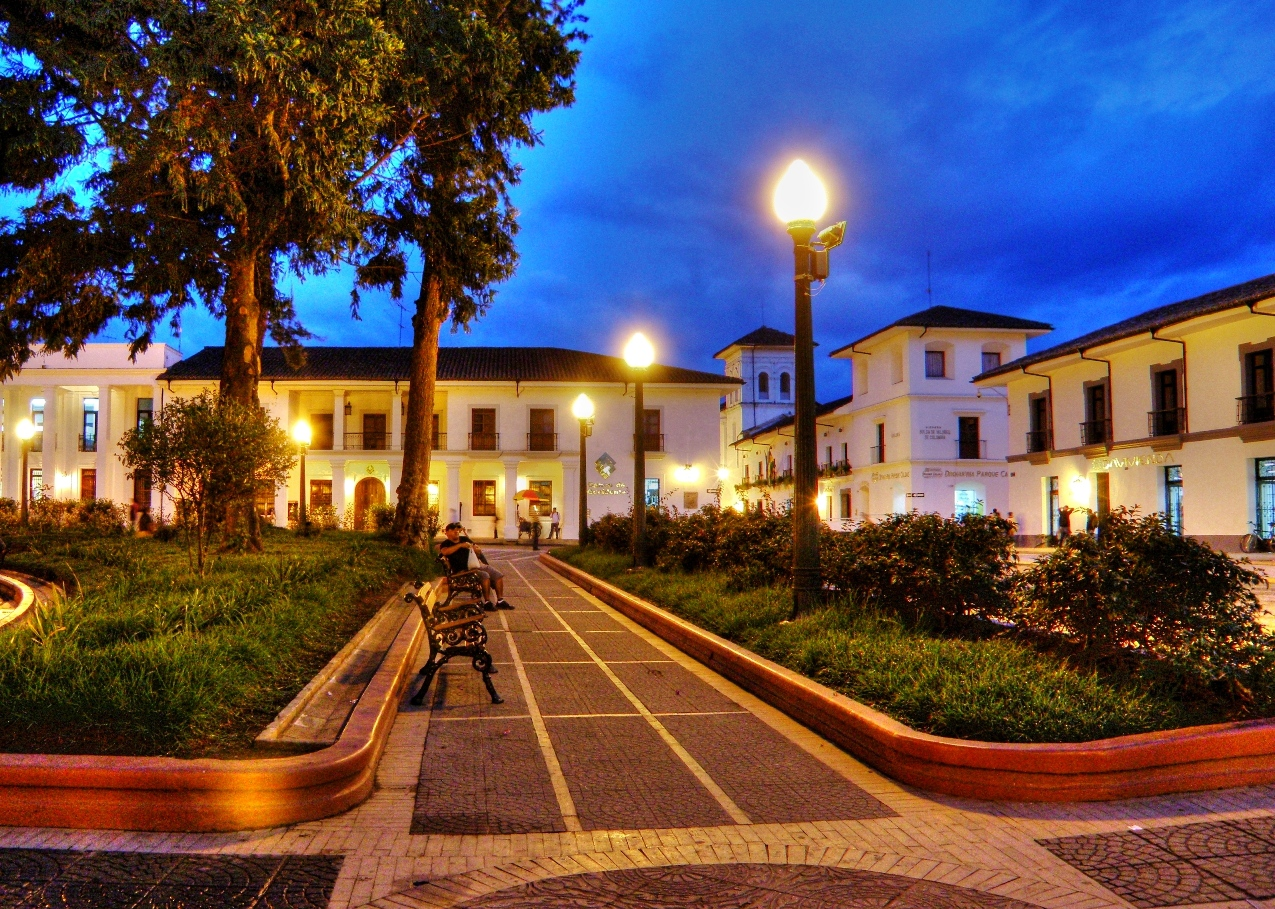
Popayán, sede del II Campeonato Sudamericano de Voleibol Femenino Sub-16.

## Equipos participantes
- Argentina
- Brasil
- Bolivia
- Chile
- Colombia
- Paraguay
- Perú
- Uruguay

## Primera fase
| Pos | Equipo    | PJ | PG | PP | SG | SP | PTS |
| --- | --------- | -- | -- | -- | -- | -- | --- |
| 1   | Brasil    | 7  | 7  | 0  | 14 | 2  | 14  |
| 2   | Perú      | 7  | 6  | 1  | 13 | 2  | 13  |
| 3   | Argentina | 7  | 5  | 2  | 11 | 4  | 12  |
| 4   | Chile     | 7  | 4  | 3  | 8  | 6  | 11  |
| 5   | Colombia  | 7  | 3  | 4  | 6  | 8  | 10  |
| 6   | Uruguay   | 7  | 2  | 5  | 4  | 10 | 9   |
| 7   | Bolivia   | 7  | 1  | 6  | 2  | 13 | 8   |
| 8   | Paraguay  | 7  | 0  | 7  | 1  | 14 | 7   |

| – | Clasificado para competir del 1° al 4° lugar. |
| – | Clasificado para competir del 5° al 8° lugar. |

### Resultados
| Fecha    | Encuentro            | Resultado | Set   | Set   | Set   | Puntuación total |
| Fecha    | Encuentro            | Resultado | 1     | 2     | 3     | Puntuación total |
| -------- | -------------------- | --------- | ----- | ----- | ----- | ---------------- |
| 11-11-13 | Brasil - Uruguay     | 2-0       | 25-12 | 25-8  |       | 50-20            |
| 11-11-13 | Perú - Paraguay      | 2-0       | 25-17 | 25-13 |       | 50-30            |
| 11-11-13 | Argentina - Chile    | 2-0       | 25-18 | 25-14 |       | 50-32            |
| 11-11-13 | Colombia - Bolivia   | 2-0       | 25-16 | 25-16 |       | 50-32            |
| 11-11-13 | Perú - Chile         | 2-0       | 25-23 | 25-17 |       | 50-40            |
| 11-11-13 | Argentina - Paraguay | 2-0       | 25-09 | 25-13 |       | 50-22            |
| 11-11-13 | Brasil - Bolivia     | 2-0       | 25-08 | 25-06 |       | 50-14            |
| 11-11-13 | Colombia - Uruguay   | 2-0       | 25-14 | 25-17 |       | 50-31            |
| 12-11-13 | Brasil - Chile       | 2-0       | 25-21 | 25-21 |       | 50-42            |
| 12-11-13 | Perú - Bolivia       | 2-0       | 25-10 | 25-10 |       | 50-20            |
| 12-11-13 | Argentina - Uruguay  | 2-0       | 25-09 | 25-09 |       | 50-18            |
| 12-11-13 | Colombia - Paraguay  | 2-0       | 25-16 | 25-14 |       | 50-30            |
| 12-11-13 | Perú - Uruguay       | 2-0       | 25-16 | 25-14 |       | 50-30            |
| 12-11-13 | Brasil - Paraguay    | 2-0       | 25-08 | 25-14 |       | 50-22            |
| 12-11-13 | Argentina - Bolivia  | 2-0       | 25-10 | 25-09 |       | 50-19            |
| 12-11-13 | Colombia - Chile     | 0-2       | 21-25 | 26-28 |       | 47-53            |
| 13-11-13 | Brasil - Perú        | 2-1       | 17-25 | 25-16 | 15-4  | 57-45            |
| 13-11-13 | Chile - Bolivia      | 2-0       | 25-23 | 25-14 |       | 50-37            |
| 13-11-13 | Paraguay - Uruguay   | 0-2       | 21-25 | 22-25 |       | 43-50            |
| 13-11-13 | Colombia - Argentina | 0-2       | 18-25 | 15-25 |       | 33-50            |
| 13-11-13 | Chile - Uruguay      | 2-0       | 25-17 | 25-16 |       | 50-33            |
| 13-11-13 | Paraguay - Bolivia   | 1-2       | 16-25 | 25-11 | 10-15 | 51-51            |
| 13-11-13 | Brasil - Argentina   | 2-1       | 25-15 | 23-25 | 18-16 | 66-56            |
| 13-11-13 | Colombia - Perú      | 0-2       | 21-25 | 23-25 |       | 44-50            |
| 14-11-13 | Perú - Argentina     | 2-0       | 25-23 | 25-23 |       | 50-46            |
| 14-11-13 | Chile - Paraguay     | 2-0       | 25-8  | 25-14 |       | 50-22            |
| 14-11-13 | Uruguay - Bolivia    | 2-0       | 25-21 | 27-25 |       | 52-46            |
| 14-11-13 | Colombia - Brasil    | 0-2       | 23-25 | 18-25 |       | 41-50            |

## Fase Final

### Final 5° al 8° puesto
| Pos | Equipo   | PJ | PG | PP | SG | SP | PTS |
| --- | -------- | -- | -- | -- | -- | -- | --- |
| 5   | Colombia | 3  | 3  | 0  | 6  | 0  | 6   |
| 6   | Bolivia  | 3  | 2  | 1  | 4  | 2  | 5   |
| 7   | Paraguay | 3  | 1  | 2  | 2  | 4  | 4   |
| 8   | Uruguay  | 3  | 0  | 3  | 0  | 6  | 3   |

#### Resultados
| Fecha    | Encuentro           | Resultado | Set   | Set   | Set | Puntuación total |
| Fecha    | Encuentro           | Resultado | 1     | 2     | 3   | Puntuación total |
| -------- | ------------------- | --------- | ----- | ----- | --- | ---------------- |
| 14-11-13 | Uruguay - Bolivia   | 0-2       | 23-25 | 21-25 |     | 44-50            |
| 14-11-13 | Colombia - Paraguay | 2-0       | 25-19 | 25-07 |     | 50-26            |
| 15-11-13 | Paraguay - Uruguay  | 2-0       | 25-20 | 25-13 |     | 50-33            |
| 15-11-13 | Colombia - Bolivia  | 2-0       | 25-22 | 25-20 |     | 50-42            |
| 15-11-13 | Bolivia - Paraguay  | 2-0       | 25-15 | 25-20 |     | 50-35            |
| 15-11-13 | Colombia - Uruguay  | 2-0       | 25-13 | 25-21 |     | 50-34            |

### Final 1° y 3° puesto
|  | Semifinales | Semifinales |   |       | Final     | Final |  |
|  |             |             |   |       |           |       |  |
|  |             |             |   |       |           |       |  |
|  |             |             |   |       |           |       |  |
|  | Perú        | 1           |   |       |           |       |  |
|  | Argentina   | 2           |   |       |           |       |  |
|  |             |             |   |       |           |       |  |
|  |             |             |   |       |           |       |  |
|  |             |             |   |       | Argentina | 2     |  |
|  |             | Brasil      | 3 |       |           |       |  |
|  |             |             |   |       |           |       |  |
|  |             |             |   |       |           |       |  |
|  |             |             |   |       | 3º puesto |       |  |
|  |             |             |   |       |           |       |  |
|  | Brasil      | 2           |   | Chile | 0         |       |  |
|  | Chile       | 0           |   |       | Perú      | 3     |  |

#### Resultados
| Fase      | Fecha    | Encuentro          | Resultado | Set   | Set   | Set   | Set   | Set   | Puntuación total |
| Fase      | Fecha    | Encuentro          | Resultado | 1     | 2     | 3     | 4     | 5     | Puntuación total |
| --------- | -------- | ------------------ | --------- | ----- | ----- | ----- | ----- | ----- | ---------------- |
| Semifinal | 15-11-13 | Perú - Argentina   | 1-2       | 25-15 | 19-25 | 06-15 |       |       | 50-55            |
| Semifinal | 15-11-13 | Brasil - Chile     | 2-0       | 25-10 | 25-13 |       |       |       | 50-23            |
| 3° lugar  | 15-11-13 | Chile - Perú       | 0-3       | 17-25 | 21-25 | 21-25 |       |       | 59-75            |
| Final     | 15-11-13 | Argentina - Brasil | 2-3       | 25-16 | 18-25 | 22-25 | 25-21 | 09-15 | 99-102           |

## Clasificación General
| \| \| Equipos \| \| - \| --------- \| \| \| Brasil \| \| \| Argentina \| \| \| Perú \| \| 4 \| Chile \| \| 5 \| Colombia \| \| 6 \| Bolivia \| \| 7 \| Paraguay \| \| 8 \| Uruguay \| | Campeón Brasil 2º Título |
| | Equipos                  |
| | Brasil                   |
| | Argentina                |
| | Perú                     |
| 4 | Chile                    |
| 5 | Colombia                 |
| 6 | Bolivia                  |
| 7 | Paraguay                 |
| 8 | Uruguay                  |

## Distinciones individuales
| - Most Valuable Player - Ana Beatriz Franklin (BRA) - Mejor Central - Mariane Casas (BRA) - Agustina Beltramino (ARG) - Mejor Opuesta - Ana Beatriz Franklin (BRA) | - Mejor Armadora - Azul Benítez (ARG) - Mejor Punta - Cássia Rauber (BRA) - Fiamma Biain (ARG) - Mejor Líbero - Valentina Carrasco (PER) |

| Predecesor: Uruguay 2011 | Campeonato Sudamericano de Voleibol Femenino Sub-16 Colombia 2013 | Sucesor: - |

- Datos: Q15120213